# Syndrome (The Incredibles)
Buddy Pine (superschurknaam Syndrome; vroeger Incredi-Boy) is een fictieve superschurk uit de Disney en Pixar film The Incredibles. Hij deed verder mee in de bijbehorende korte film Jack-Jack Attack en de Disney on Ice show Disney Presents Pixar's The Incredibles in a Magic Kingdom Adventure.
Syndrome is de hoofdschurk uit de film. Zijn stem werd gedaan door Jason Lee, zijn Nederlandse stem werd gedaan door Frans van Deursen. Hij heeft geen superkrachten, maar is dankzij zijn kennis op het gebied van technologie een gevaarlijke tegenstander. Hij lijkt in dat opzicht te zijn gebaseerd op Dr. Doom en Lex Luthor.

## In de film
Syndrome's echte naam is Buddy Pine. Als kind was hij lid van Mr. Incredible’s fanclub, en volgens eigen zeggen zijn grootste fan. Hij wilde dolgraag Mr. Incredible’s hulpje worden onder de naam "Incredi-Boy". Mr. Incredible zag hier niets in, ondanks dat Buddy al op jonge leeftijd in staat was raketlaarzen uit te vinden. Door Buddy’s tussenkomst kon de schurk Bomb Voyage ontsnappen, en maakte Mr. Incredible openlijk bekend alleen te werken.
Dit alles verpletterde Buddy’s bewondering voor de held, en hij ging zijn idool steeds meer haten. In de 15 jaar dat de superhelden zich schuil moesten houden, vond Buddy steeds meer wapens uit die hij voor veel geld doorverkocht aan de overheden van verschillende landen. Daarmee bouwde hij een fortuin op, dat hij wilde gebruiken voor zijn wraak. De beste wapens hield hij zelf, om zo ondanks zijn gebrek aan superkrachten toch een held te kunnen worden. Zijn gedrag kreeg steeds meer weg van dat van een psychopaat. Hij nam toen de naam Syndrome aan.
Als sterkste wapen bedacht Syndrome de Omnidroid, een robot met kunstmatige intelligentie. Hij liet zijn handlanger Mirage vele superhelden naar het eiland lokken om de robot te bevechten. De meeste superhelden verloren hierbij het leven en mochten ze toch winnen, dan gebruikte Syndrome de kennis van dat gevecht om een nog betere Omnidroid te bouwen. Dit alles was om de Omnidroid klaar te maken voor zijn echte doelwit: Mr. Incredible.
Syndrome’s eerste poging was geen succes, en Mr. Incredible versloeg de Omnidroid. De tweede was echter te sterk voor hem en Syndrome nam Mr. Incredible gevangen. Toen zijn familie hem te hulp kwam, ving hij hen ook. Hij onthulde toen zijn grootste plan: hij zou de Omnidroid loslaten op Metroville en dan zelf de robot “verslaan” zodat iedereen hem eindelijk zou eren als held.
Helaas voor Syndrome kon de Omnidroid leren en schakelde hem uit. Uiteindelijk versloegen de Incredibles de machine en stalen Syndrome’s glorie. Als wraak ging hij naar het huis van de familie en ontvoerde Jack-Jack. Jack-Jack ontsnapte doen hij toch superkrachten bleek te hebben. Syndrome zelf kwam om het leven toen hij aan zijn cape in de rotor van zijn vliegtuig werd gezogen.

## Gebeurtenissen na de film
In de Disney on Ice show kwam een robotdubbelganger van Syndrome voor, die het Walt Disney World Resort's pretpark waar de Incredibles op vakantie waren onveilig maakte. In de show werd ook gesuggereerd dat de echte Syndrome mogelijk nog leeft, al is niet bekend hoe hij het ongeluk met zijn vliegtuig ooit heeft kunnen overleven.

## Wapens en gadgets
- Utility gauntlets – handschoenen voorzien van nulpuntsenergie. Deze energie stelt Syndrome in staat om een energieveld op te roepen dat iets of iemand muurvast op zijn plek houdt. Hij kan deze velden bewegen via zijn vingers en ze ook gebruiken om zware voorwerpen op te tillen. De linkerhandschoen bevat ook de afstandsbediening van de Omnidroid.
- Aero-boots - In zijn korte tijd als Incredi-Boy gebruikte Buddy deze raketlaarzen om te vliegen. Als Syndrome gebruikte hij nieuwe exemplaren.
- Probe – gebruikt om in een gebied te zoeken naar temperatuur, levenssignalen en atmosfeer, en op afstand bestuurbaar.
- Miniature lollipop-bomb – kleine maar zeer sterke tijdbommen.
- Flame-throwing assault rifle – Gebruikt door de syndrome robot. Maakt een schild van vuur dat zich verspreidt als de persoon die erin zit er iets tegen probeert te doen.
- Omnidroid – een superrobot. In totaal zijn er 10 versies van deze robot gebouwd. Allemaal bezaten ze kunstmatige intelligentie en konden leren van wat er om hen heen gebeurde.

## Bekende slachtoffers
Van de volgende helden is bekend dat ze omgekomen zijn bij Syndrome’s vele pogingen de Omnidroids te verbeteren.
- Universal Man
- Psycwave
- Everseer
- Macroburst
- Phylange
- Blazestone
- Downburst
- Hyper Shock
- Apogee
- Blitzerman
- Tradewind
- Vectress
- Gazerbeam
- Stormicide
- Gamma Jack

Mr. Incredible stond ook op deze lijst daar Syndrome in eerste instantie dacht dat hij dood was. Dat kan betekenen dat sommige andere helden op de lijst wellicht ook nog leven. Van Gazerbeam is wel bekend dat hij echt dood is daar Mr. Incredible zijn skelet vond in een grot op Syndrome’s eiland.

## Trivia
- Syndrome was oorspronkelijk een bijpersonage, die om zou komen bij een poging om Violet Parr te ontvoeren terwijl ze nog een baby was. De hoofdvijand zou dan een man genaamd Xerek zijn, die fysiek leek op een stereotype James Bond vijand. Uiteindelijk zagen de producers hiervan af en werd Syndrome de hoofdvijand van de film.
- Sydrome’s wachtwoord Kronos is een alternatieve spelling van Cronus, de naam van de Titaan die zijn kinderen verslond, maar uiteindelijk werd verslagen door de Griekse god Zeus.